# Juntos, Chile se levanta
Juntos, Chile se levanta fue un evento benéfico chileno (basado en el Chile ayuda a Chile, del año 2010) realizado el 16 de febrero de 2024, con la finalidad de ayudar a los damnificados por los incendios forestales ocurridos a principios de año. Este evento contó con una duración de 7 horas y 54 minutos, sumando alrededor de casi 8 horas en total.
Fue organizado por la Asociación Nacional de Televisión (Anatel), el programa de la Comunidad de Organizaciones Solidarias Movidos x Chile, el Ministerio de las Culturas, las Artes y el Patrimonio y la colaboración de BancoEstado.

## Antecedentes
El 6 de febrero de 2024, Anatel y Movidos x Chile emitieron un comunicado anunciando la realización de un evento solidario en favor de los damnificados por los incendios forestales ocurridos recientemente, el cual se realizaría en el Movistar Arena el 10 de febrero y contaría con el mismo equipo realizador del Festival de Viña del Mar 2024. Sin embargo, debido al contexto de duelo nacional por el fallecimiento del expresidente Sebastián Piñera, ocurrido horas después del anuncio, la organización emitió un nuevo comunicado al día siguiente anunciando la suspensión del evento denominado "Chile, ¡un solo corazón!".
Tras el anuncio de la suspensión se señaló que TVN habría decidido retomar el evento, cambiando su fecha de realización para el 16 de febrero y extendiendo la invitación a otros canales a sumarse a la transmisión, lo cual fue confirmado por el presidente del directorio del canal, Francisco Vidal, el día 8 de febrero.Horas después, Anatel y Movidos x Chile emitieron un nuevo comunicado, desmintiendo que el evento se hubiera cancelado y confirmando la nueva fecha de realización, además de la transmisión en cadena nacional.
El 16 de febrero la ministra de las Culturas, las Artes y el Patrimonio, Carolina Arredondo, planteó que el mundo del arte, de la cultura, las y los artistas, cada vez que el país lo necesita, dice presente. “En una catástrofe como esta, no ha sido la excepción. Recibimos el llamado de muchos artistas y comediantes que querían aportar y colaborar”.  Además informó que otras entidades financieras que se sumaron a la invitación de BancoEstado a ser parte de esta actividad solidaria, ellas son Banco de Chile, BCI, Santander, Itaú, BICE, Scotiabank, Banco Falabella, Consorcio, Security y Banco Internacional.

## Participantes
| - Noche de Brujas - Gino Mella - Polimá Westcoast - Diego Urrutia - Illapu - Gepe - Pablito Pesadilla - Kidd Voodoo - Karen Paola - / Vesta Lugg - Soulfia - Young Cister - Karla Grunewaldt - Dani Ride - Jairo Vera - Myriam Hernández - Power Peralta - Ballet del Festival de Viña del Mar - Juan Ángel - Carolina Soto - Christell Rodríguez - Hadonais Nieves - Luciano Pereyra - / Jorge Alís | Presentadores Transmisión televisiva [ 3 ] [ 11 ] Karen Doggenweiler María Luisa Godoy Karla Constant Martín Cárcamo Diana Bolocco Carmen Gloria Arroyo Juan Pablo Queraltó José Antonio Neme José Miguel Viñuela Ignacia Antonia (backstage) Transmisión digital [ 12 ] Tita Ureta Rodrigo "Gallina" Avilés Nataly Chilet Francesco Gazzella Joaquín Méndez Benjamín Estibill Transmisión en terreno Eduardo Fuentes Priscilla Vargas Marilyn Pérez Karim Butte Roberto Saa Daniela Muñoz |

## Transmisión
La transmisión del evento estuvo a cargo de los canales de televisión afiliados a Anatel:
- Canal 13
- Chilevisión
- La Red
- Mega
- Telecanal
- TV+
- TVN

Además, el presidente de Anatel, Pablo Vidal, confirmó que los canales de televisión regionales agrupados en la Asociación Regional de Canales de Televisión (Arcatel) y las radioemisoras afiliadas a la Asociación de Radiodifusores de Chile (Archi) se sumarán a la transmisión del evento.
El evento contó con dos bloques de programación. Dicha información fue confirmada días antes de su realización por el presidente de Movidos x Chile, Rodrigo Jordan.
| Bloque                                 | Contenido y presentaciones |
| -------------------------------------- | --- |
| Obertura (18:00-21:00)                 | Obertura del bloque a cargo del dúo Power Peralta. Bloque animado por Carmen Gloria Arroyo, Karla Constant, José Antonio Neme y Juan Pablo Queraltó. El bloque inició con palabras motivacionales por parte del presidente de Movidos x Chile, Rodrigo Jordan, junto a representantes de diversas organizaciones solidarias. Más tarde, el presidente de la República Gabriel Boric junto a la ministra de las Culturas, las Artes y el Patrimonio Carolina Arredondo se hicieron presentes en el evento para entregar un mensaje de apoyo a los damnificados y motivar a la ciudadanía a cooperar. Finalizando el bloque se realizó un breve homenaje a los fallecidos durante la emergencia. - Gepe - Karen Paola (junto a Dani Ride, Soulfia, Karla Grunewaldt y Vesta Lugg) - Noche de Brujas - Young Cister y Kidd Voodoo |
| Noticieros de cada canal (21:00-22:29) | |
| Cierre (22:30-02:00)                   | Obertura del bloque a cargo de los cantantes Carolina Soto, Christell, Hadonais Nieves y Juan Ángel Mallorca, acompañados por el ballet oficial del Festival de Viña del Mar. Bloque animado por Diana Bolocco, Karen Doggenweiler, María Luisa Godoy, Martín Cárcamo y José Miguel Viñuela. - Diego Urrutia - Luciano Pereyra - Myriam Hernández - Illapu - Gino Mella y Jairo Vera - Polimá Westcoast |

Paralelamente, se realizó una transmisión digital del evento a través de redes sociales y las plataformas digitales de los canales que participaron en la transmisión televisiva. Esta transmisión digital se emitió de forma ininterrumpida desde las 17:00 hasta una vez finalizado el evento, y contó con entrevistas detrás de cámaras, además de testimonios acerca de la emergencia.

## Recaudación
Si bien la campaña no contó con una meta definida en cuando a dinero, desde la organización se señaló que se busca entregar más de 50 000 kits de alimentación e higiene, además de construir 2 000 viviendas.Además, se señaló que lo recaudado será canalizado a través de organizaciones como TECHO, Hogar de Cristo, Cruz Roja Chilena, Caritas Chile, Ejército de Salvación, América Solidaria, Red de Alimentos, entre otras. BancoEstado fue el encargado de recepcionar los aportes monetarios.

### Cómputos parciales
| Hora    | Pesos $         | Dólares USD | Euros €     |
| ------- | --------------- | ----------- | ----------- |
| 19:02   | $ 607 248 710   | $ 631 275   | € 586 708   |
| 19:52   | $ 767 087 904   | $ 797 438   | € 741 140   |
| 20:59   | $ 1 035 568 670 | $ 1 076 541 | € 1 000 539 |
| 23:23   | $ 2 154 012 253 | $ 2 239 237 | € 2 081 151 |
| 00:30   | $ 3 270 301 790 | $ 3 399 694 | € 3 159 681 |
| 01:07   | $ 4 113 212 130 | $ 4 275 954 | € 3 974 079 |
| 01:54   | $ 5 544 577 916 | $ 5 763 954 | € 5 357 028 |
| 25 feb. | $ 6 234 622 441 | $ 6 481 300 | € 6 023 731 |

## Controversia
La presentación del humorista y actor argentino Jorge Alís había sido confirmada por la organización del evento en los días previos a su realización y se mantuvo dentro de la parrilla artística durante gran parte de su emisión. Sin embargo, fue cancelada a última hora sin explicaciones oficiales. 
Durante la misma noche el humorista se refirió a dicha situación mediante un video divulgado en redes sociales, acusando censura por parte de la producción del evento debido a que su rutina contenía un grado de crítica social, y señalando que el material que iba a presentarse no fue revisado correctamente por parte de la producción.